# WrestleMania 29
WrestleMania 29 (também referido em propagandas como WrestleMania NY/NJ) foi a vigésima nona edição do evento anual em pay-per-view de luta livre profissional WrestleMania, e ocorreu em 7 de abril de 2013, no MetLife Stadium em East Rutherford, Nova Jersey. O evento foi o quinto WrestleMania a ocorrer na região metropolitana de Nova Iorque e o terceiro a acontecer em Nova Jersey.
A WWE conseguiu um total de 12,3 milhões de dólares em vendas de entradas. Tal evento estabeleceu um novo recorde no MetLife Stadium, rompendo o recorde anterior de 8,9 milhões de dólares obtidos em um show do U2 em 2011. O Wrestlemania 29 registrou um público total de 80.676 pessoas, o terceiro maior público de um Wrestlemania, ficando atrás apenas da WrestleMania 32, que contou com 101.763 pessoas e da terceira edição do evento, que teve 93.173 espectadores.
Nove lutas aconteceram no evento, sendo uma delas transmitida ao vivo e gratuitamente pelo website da WWE. Na principal luta da noite, John Cena derrotou Dwayne "The Rock" Johnson para conquistar o WWE Championship, em uma revanche da luta no WrestleMania XXVIII. Triple H derrotou Brock Lesnar em uma luta No Holds Barred na qual sua carreira estava em jogo. The Undertaker derrotou CM Punk, aumentando seu recorde de vitórias em WrestleManias para 21-0. No combate pelo World Heavyweight Championship, o então campeão Alberto Del Rio derrotou Jack Swagger para manter o campeonato.

## Produção

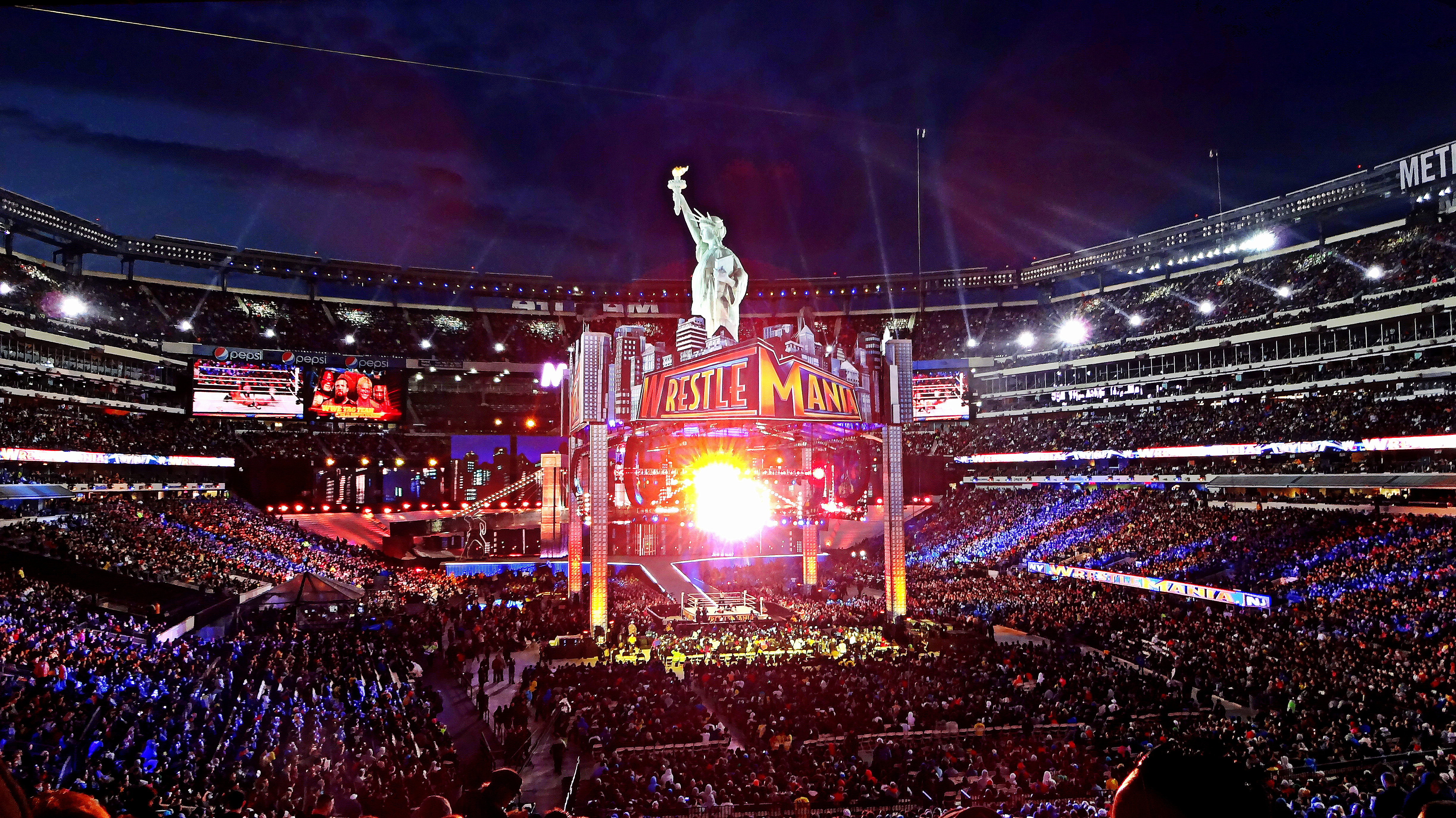
Um recorde de 80.676 fãs no MetLife Stadium para a WrestleMania 29.

Em 15 de fevereiro de 2012, foi anunciado que o WrestleMania aconteceria no MetLife Stadium em East Rutherford, Nova Jersey, tendo como estimativa um público de cerca de 90.000 pessoas. Foi a terceira WrestleMania realizada no estado de Nova Jersey após o WrestleMania IV e V, ambos realizados no Trump Plaza, em Atlantic City e o quinto WrestleMania a ser realizado na região metropolitana de Nova Iorque.
Uma convenção para fãs conhecida como WrestleMania Axxes aconteceu no Izod Center. A tradicional cerimônia do Hall da Fama aconteceu no sábado anterior ao evento, no Madison Square Garden. Mick Foley foi o primeiro anunciado como parte da classe de 2013.
Os ingressos começaram a ser vendidos em 10 de novembro. No mesmo dia, foram vendidos 52.029 ingressos, quebrando o recorde estabelecido em 2002 para o WrestleMania X8 de 51.620 ingressos. Isso também estabeleceu um novo recorde de receitas no primeiro dia de vendas de mais de US$ 10 milhões, superando o WrestleMania XXVIII, de US$ 6,3 milhões (em parte devido ao aumento do preço dos ingressos). Em 28 de março, foi anunciado que Diddy faria uma performance no evento. Em 4 de abril, CM Punk anunciou em sua conta no Twitter que a banda Living Colour iria tocar sua música-tema, "Cult of Personality", durante sua entrada no WrestleMania.
Pela primeira vez, um WrestleMania foi transmitido em dispositivos móveis através do WWE App e na Xbox Live, além de estrear a nova versão de assistência por Smart TVs da Samsung.

## Antes do evento
WrestleMania 29 teve combates de luta livre profissional de diferentes lutadores com rivalidades e histórias pré-determinadas que se desenvolveram no Raw, SmackDown, Main Event e Saturday Morning Slam — programas de televisão da WWE, tal como nos programas transmitidos pela internet - NXT e Superstars. Os lutadores interpretarão um vilão ou um mocinho seguindo uma série de eventos para gerar tensão, culminando em várias lutas.

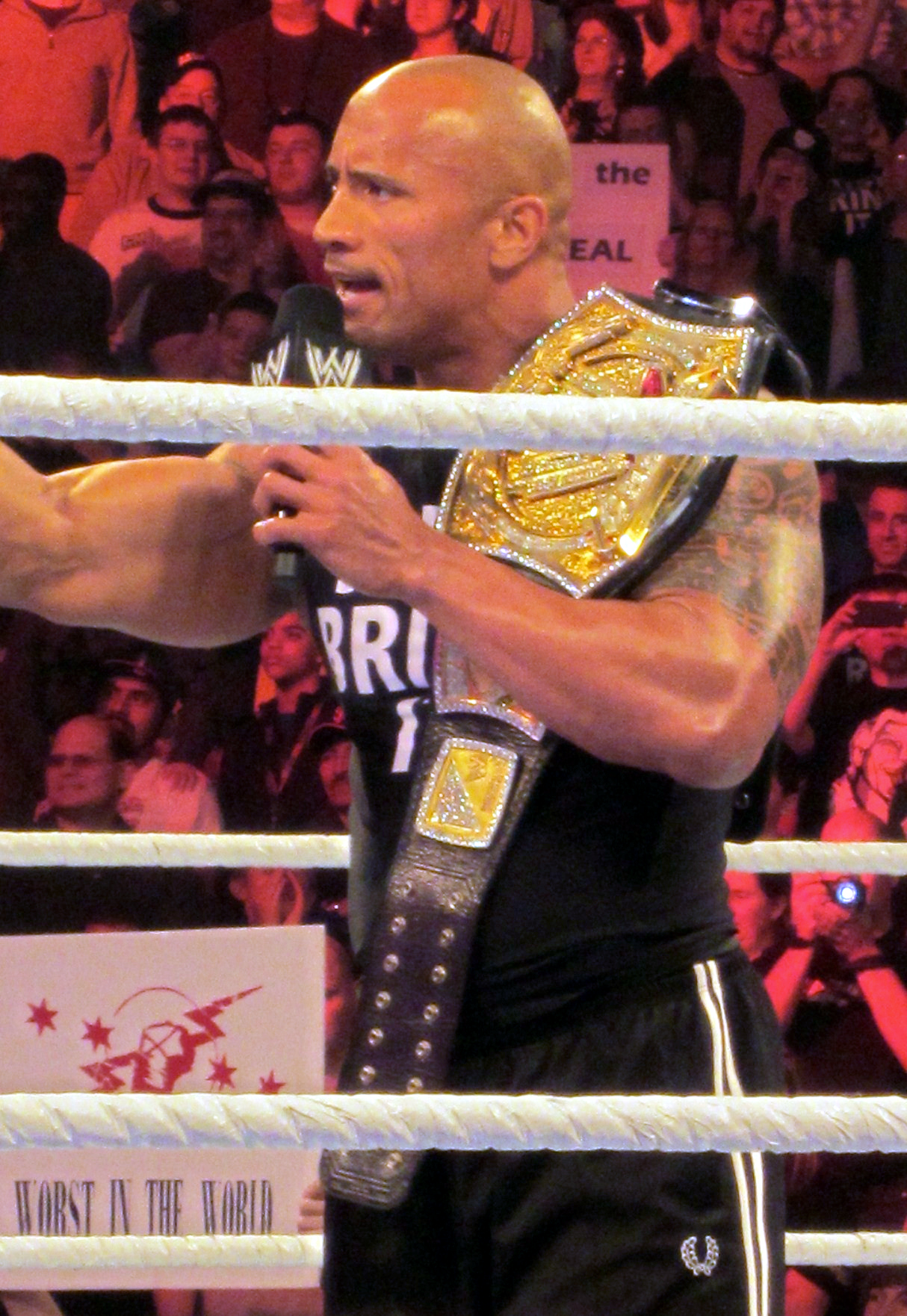
The Rock defendeu o WWE Championship contra John Cena na WrestleMania 29.

The Rock retornou a WWE no episódio de 14 de fevereiro de 2011 do Raw, sendo anunciado como apresentador do WrestleMania XXVII. Em 3 de abril de 2011, foi realizado o WrestleMania XXVII, cujo evento principal foi o combate entre John Cena e o então Campeão da WWE The Miz pelo título. Depois da luta acabar por dupla contagem, Miz reteve seu título. No entanto, o apresentador da WrestleMania, The Rock exigiu que a luta recomeçasse sem contagens ou desqualificação. Logo após o reinício da luta, The Rock aplicou um Rock Bottom em Cena, dando início a uma rivalidade entre os dois e fazendo Cena perder a luta. No Raw do dia seguinte, Cena desafiou Rock para uma luta. Rock aceitou, mas disse que essa luta deveria acontecer no maior palco do mundo, o WrestleMania, então propôs uma luta para Cena no WrestleMania XXVIII. Cena aceitou apertando a mão de Rock, fazendo história por marcar uma luta no WrestleMania com um ano de antecedência. No Survivor Series de 2011, Cena e Rock derrotaram The Miz e R-Truth e, após a luta, Rock atacou Cena. No WrestleMania XXVIII, The Rock derrotou Cena aplicando um Rock Bottom. No Raw seguinte ao WrestleMania, The Rock anunciou que ainda tinha a intenção de ganhar o WWE Championship mais uma vez.
Durante o Raw 1000, em 23 de julho de 2012, ele fez seu retorno a WWE, anunciando que enfrentaria o Campeão da WWE pelo título no Royal Rumble de 2013. Na mesma noite, The Rock tentou ajudar John Cena que estava sendo atacado por Big Show, mas acabou sendo atacado pelo até então campeão da WWE, CM Punk. Punk manteve o título nos meses seguintes para assegurar-se como o oponente de The Rock. No Royal Rumble, Rock derrotou CM Punk aplicando um People's Elbow, encerrando o histórico reinado de 434 dias de Punk. John Cena entretanto venceu a luta Royal Rumble pela segunda vez em sua carreira. Com isso, Cena ganhou o direito de participar de uma luta pelo WWE Championship ou World Heavyweight Championship no WrestleMania 29. No Raw do dia seguinte, Cena explicitou seu desejo de enfrentar o Campeão da WWE. Rock defendeu com sucesso o título contra Punk no Elimination Chamber, confirmando-se como oponente de Cena no WrestleMania. No Raw de 25 de fevereiro, Cena derrotou Punk para confirmar sua presença no WrestleMania.
No SmackDown de 1 de fevereiro, o Gerente Geral do SmackDown Booker T anunciou que, no evento Elimination Chamber, uma luta Elimination Chamber aconteceria envolvendo seis ex-campeões, com o vencedor se tornando o desafiante pelo Campeonato Mundial dos Pesos-Pesados no WrestleMania 29. Jack Swagger derrotou Randy Orton, Mark Henry, Chris Jericho, Daniel Bryan e Kane, eliminado por último Orton, para se tornar o adversário de Alberto Del Rio, que defendeu o World Heavyweight Championship com sucesso contra Big Show na mesma noite.

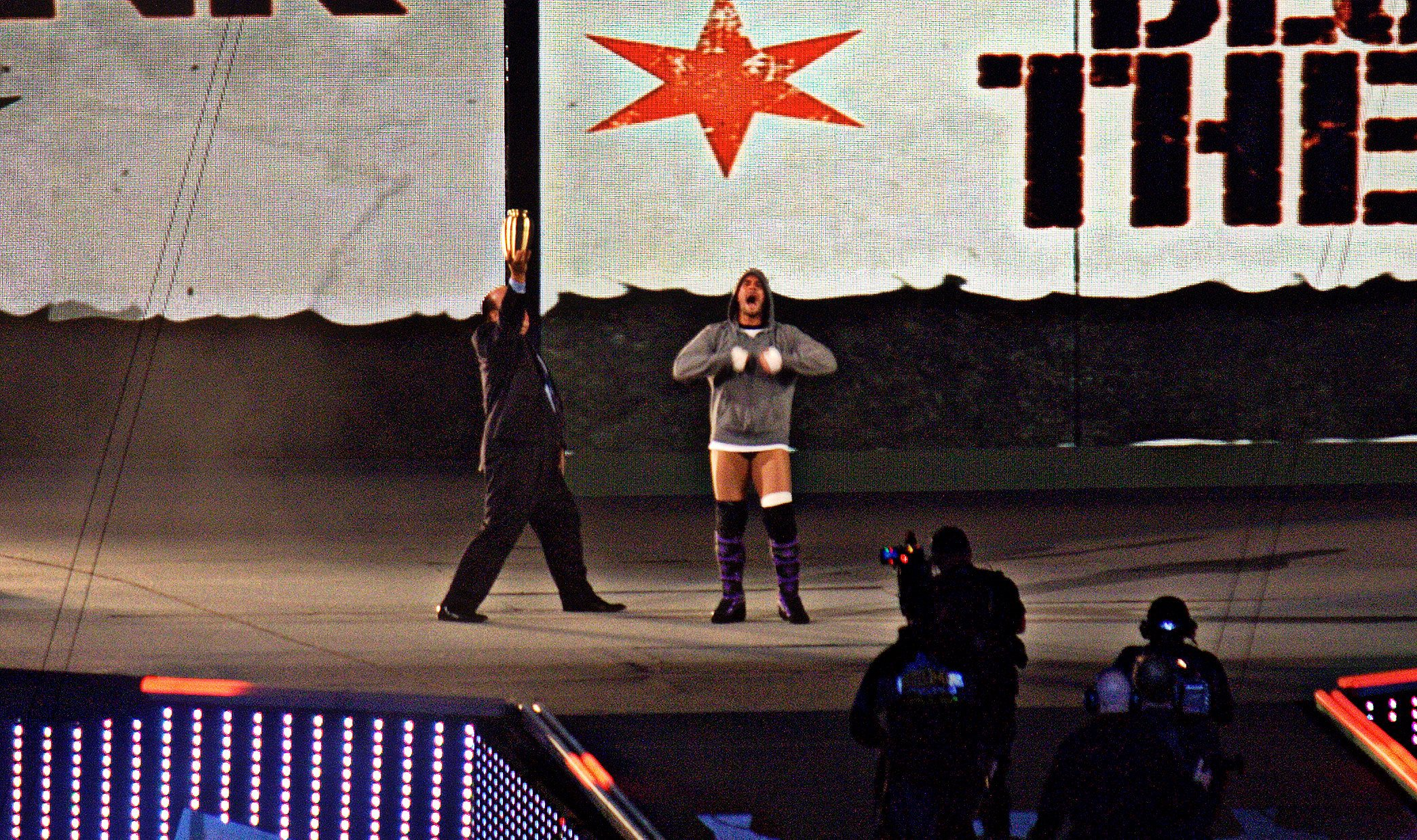
CM Punk fazendo sua entrada na WrestleMania 29, com Paul Heyman.

No episódio de 4 março do Raw, que celebrou o "Old School Raw", The Undertaker fez o seu regresso à WWE, abrindo o evento, sinalizando a qualquer desafiante para enfrentá-lo no evento. CM Punk, Randy Orton, Big Show e Sheamus declararam que queriam enfrentar The Undertaker, na esperança de acabar com a série invicta de The Undertaker em Wrestlemanias, levando a Supervisora Administrativa do Raw, Vickie Guerrero, a marcar uma luta Fatal 4-Way entre os quatro mais tarde naquela noite. CM Punk venceu a luta, fazendo o pinfall em Orton, conquistando o direito de enfrentar Undertaker no WrestleMania 29.
No Raw de 11 de março, após Ryback derrotar Heath Slater, Mark Henry foi ao ringue e encarou Ryback. Ambos começaram a aplicar seus movimentos de finalização em Drew McIntyre, que havia tentado atacar Ryback. No SmackDown de 15 de março, Ryback foi escolhido como o parceiro de Sheamus e Randy Orton para lutar contra a The Shield no WrestleMania 29. Na mesma noite, durante uma luta entre Ryback e Henry, a The Shield invadiu a luta, aplicando um Triple powerbomb em Ryback. Após o ocorrido, Henry voltou ao ringue e aplicou três World's Strongest Slams seguidos em Ryback, anunciando que agora ele fazia parte de seu "Hall da dor". No Raw de 18 de março, VIckie Guerrero anunciou que havia retirado Ryback de sua luta contra a The Shield, agendando um combate entre ele e Mark Henry no WrestleMania.
No episódio de 11 de março do Raw, Dolph Ziggler derrotou Daniel Bryan. Após o combate, seu segurança, Big E Langston aplicou um Big Ending em Bryan. No SmackDown de 15 de março, Ziggler derrotou Kane, com Big E também lhe aplicando um Big Ending. No Raw de 18 de março, Kane desafiou Ziggler e Big E para uma luta contra ele e Bryan no WrestleMania. AJ Lee aceitou o combate por eles, mas somente se estes colocassem o WWE Tag Team Championship em jogo. Bryan e Kane aceitaram a estipulação.

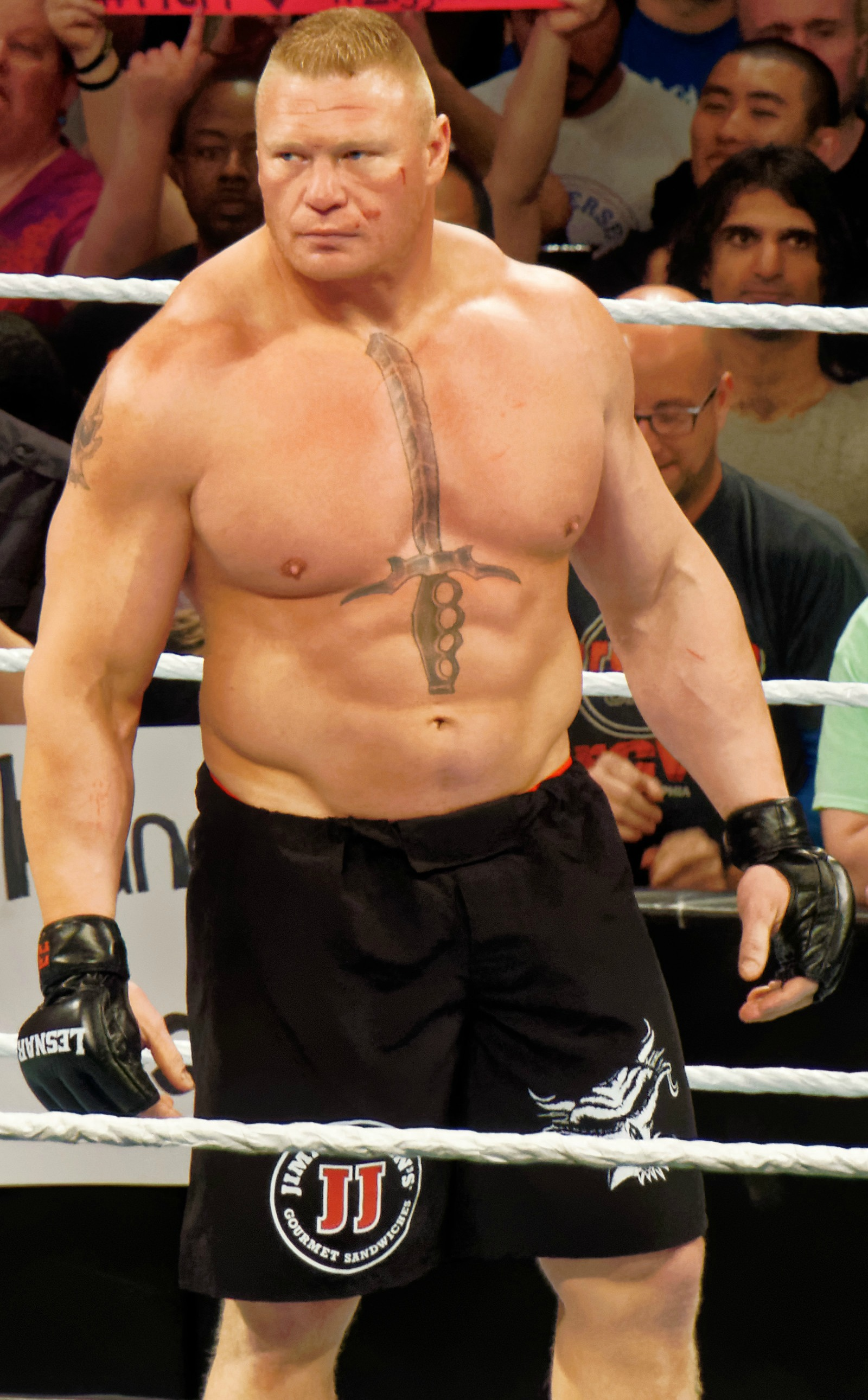
Após 9 anos, Brock Lesnar voltou a lutar numa WrestleMania, desta vez, contra Triple H.

No Raw de 30 de abril de 2012, Triple H foi atacado por Brock Lesnar após anunciar que aceitaria apenas o contrato original fechado entre eles, ignorando as regalias dadas a ele por John Laurinaitis. Durante o ataque, Triple H teve, na história, seu braço quebrado. Triple H retornou no No Way Out, desafiando Lesnar para uma luta no SummerSlam. Em 23 de julho de 2012 no Raw 1000, Lesnar aceitou o desafio. Lesnar derrotou Triple H no SummerSlam, com o último saindo lentamente do ringue, com um rosto de imensa tristeza. Brock Lesnar retornou a WWE no Raw de 28 de janeiro de 2013, quando Vince McMahon estava prestes a demitir Paul Heyman, após descobrir que o mesmo tinha ligação com a The Shield. Brock Lesnar então aplicou um F-5 em McMahon. Na história, Vince lesionou sua pélvis, tendo que realizar uma cirurgia. No Raw de 18 de fevereiro, Vince retornou a televisão via satélite, marcando uma luta entre ele e Paul Heyman na semana seguinte. Durante a luta entre ambos, Lesnar interrompeu a luta ameaçando atacar McMahon novamente, porém Triple H o salvou, começando uma grande briga com Brock. Na semana seguinte, Triple H pediu uma revanche contra Lesnar no WrestleMania 29. Paul Heyman aceitou o desafio por seu cliente, mas apenas se pudesse escolher a estipulação da luta. No Raw de 11 de março, Lesnar atacou os ex-parceiros de D-Generation X de Triple H, os New Age Outlaws (Road Dogg e Billy Gunn), durante uma luta contra o Team Rhodes Scholars (Cody Rhodes e Damien Sandow). No Raw de 18 de março, Heyman anunciou que o combate no WrestleMania seria uma No Holds Barred e se Triple H perdesse, teria que se aposentar.
No Raw de 25 de fevereiro, a The Shield chamou qualquer lutador para os desafiarem, mas Sheamus e Randy Orton os surpreenderam os atacando. Na edição de 1 de março do SmackDown, a The Shield interferiram e atacaram Orton numa luta contra Big Show, e posteriormente Sheamus, que veio o ajudar. Reigns inadvertidamente esbarrou em Big Show, que por sua vez aplicou-lhe um KO Punch, fazendo a The Shield recuar. No SmackDown seguinte, a The Shield atacou Sheamus durante uma luta contra Big Show. Orton entrou para ajudar a Sheamus, e Big se juntou a eles forçando The Shield a recuar outra vez. No entanto, depois disso, Big Show aplicou um KO Punch em Sheamus, sofrendo um RKO de Orton. Na edição de 11 de março do Raw, durante uma luta entre Rollins e Show, Reigns e Ambrose interferiram. No episódio de 15 de março do Smackdown, a The Shield desafiou Sheamus e Orton para encontrar um parceiro para eles para uma luta de trios no Wrestlemania 29. Orton e Sheamus escolheram Ryback como seu parceiro. Mais tarde naquela noite, durante o seu combate com Mark Henry, a The Shield interferiu com um Triple powerbomb em Ryback, depois de terem atacado Sheamus e Orton nos bastidores. No Raw de 18 de março, Vickie Guerrero retirou Ryback da luta, agendado-o um combate contra Henry no WrestleMania. No Raw da semana seguinte, Show foi confirmado como parceiro de Orton e Sheamus.
No episódio de 5 de novembro de 2012 do Raw, uma vinheta foi ao ar para a estreia de um novo lutador chamado Fandango. As vinhetas foram exibidas até a edição de 25 de fevereiro do Raw, onde foi revelado que este faria sua estreia no episódio de 1 de março do SmackDown. Porém, Fandango recusou-se a estrear, pelo fato de Matt Striker não saber pronunciar seu nome corretamente. Novamente recusou-se a estrear no Raw da semana seguinte, desta vez por Justin Roberts não o anunciar corretamente. Na edição de 18 de março do Raw, Fandango teve um encontro com Chris Jericho em um segmento de bastidores, onde Jericho intencionalmente zombou de seu nome por várias vezes. Quatro dias depois, no SmackDown, Fandango interferiu na luta de Jericho contra Jack Swagger e atacou-o depois, começando uma rivalidade entre os dois. Três dias depois, no Raw, Jericho o atacou antes de sua luta de estreia, causando a Fandango fugir do ringue. No entanto, ele voltou e atacou Jericho novamente depois que este foi atacado por Big E Langston. No mesmo dia, foi anunciado que Chris Jericho iria enfrentar Fandango no Wrestlemania 29.
No Raw de 11 de março, Wade Barrett atacou The Miz e Chris Jericho durante uma luta para determinar o desafiante número um ao Intercontinental Championship. Por este fato, Barrett teve de defender seu título em uma luta triple threat contra Jericho e The Miz no Raw seguinte, conseguindo manter seu campeonato após conseguir fazer o pinfall sobre Miz. No episódio de 25 de março do Raw, Miz derrotou Barrett em uma luta sem o título em jogo. No dia seguinte, foi anunciada uma luta entre Barrett e The Miz pelo Intercontinental Championship no WrestleMania 29. No Raw de 1 de abril, o combate foi anunciado como uma das lutas do pré-show do evento.
As The Bella Twins retornaram à WWE no episódio de 11 março de do Raw, em um segmento de bastidores com Cody Rhodes e Damien Sandow, começando a associar-se com o Team Rhodes Scholars. No episódio de 15 de março do SmackDown, Nikki e Brie Bella atacaram as Funkadactyls (Cameron e Naomi) em um segmento de bastidores. No episódio de 22 de março do SmackDown, as Bella Twins interferiram em uma luta de Rhodes e Sandow contra Brodus Clay e Tensai, mas foram atacadas por Cameron e Naomi. No Raw de 4 dias depois, Rhodes e Sandow derrotaram Clay e Tensai. No Main Event de 27 de março, as Bellas derrotaram Cameron e Naomi em uma luta de duplas devido a distração de Cody Rhodes. No mesmo dia a WWE anunciou uma luta entre os quartetos no WrestleMania 29. No entanto, devido às limitações de tempo, a luta não foi realizada no pay-per-view, mas na noite seguinte, no Raw, onde o time de Brodus Clay, Tensai, Cameron e Naomi saiu vitorioso contra o Team Rhodes Scholars e as Bella Twins.

## Evento
| Papel:                       | Nome:                               |
| ---------------------------- | ----------------------------------- |
| Comentaristas                |                                     |
| Michael Cole                 |                                     |
| Jerry "The King" Lawler      |                                     |
| John "Bradshaw" Layfield     |                                     |
| Matt Striker (Pré-show)      |                                     |
| Josh Mathews (Pré-show)      |                                     |
| Carlos Cabrera (Espanhol)    |                                     |
| Marcelo Rodríguez (Espanhol) |                                     |
| Locutores                    | Justin Roberts                      |
| Locutores                    | Lilian Garcia                       |
| Locutores                    | Ricardo Rodriguez (Alberto Del Rio) |
| Locutores                    | Tony Chimel (Pré-show)              |
| Árbitros                     | Marc Harris                         |
| Árbitros                     | Scott Armstrong                     |
| Árbitros                     | Charles Robinson                    |
| Árbitros                     | John Cone                           |
| Árbitros                     | Rod Zapata                          |
| Árbitros                     | Mike Chioda                         |
| Árbitros                     | Chad Patton                         |
| Árbitros                     | Ryan Tran                           |
| Repórteres                   | Tony Dawson                         |
| Repórteres                   | Renee Young                         |
| Painel de discussão          | Scott Stanford                      |
| Painel de discussão          | Kofi Kingston                       |
| Painel de discussão          | Jim Ross                            |
| Painel de discussão          | Dusty Rhodes                        |

### Pré-show
A luta do pré-show - que pela primeira vez foi exibido durante uma hora - transmitida pelo YouTube foi entre o Campeão Intercontinental Wade Barrett e The Miz pelo título de Barrett. Em pouco mais de quatro minutos, Barrett desistiu do combate ao ter em si aplicado um Figure Four leglock de Miz, após este reverter um Bull Hammer, conquistando assim o título pela segunda vez em sua carreira.

### Lutas preliminares
Na primeira luta da noite, Randy Orton, Sheamus e Big Show enfrentaram a The Shield (Dean Ambrose, Seth Rollins e Roman Reigns) em uma luta de trios. Ainda no começo da luta, Orton trocou de lugar na luta com Sheamus, o que deixou Show frustrado. Em dado momento da luta, Big Show aplicou um Spear em Ambrose, enquanto se preparava para aplicar um Triple powerbomb em Sheamus. O combate acabou quando Orton aplicou um RKO em Rollins, que por sua vez recebeu um Spear de Reigns, fazendo com que Big Show se recusasse a ajudar seus companheiros, de modo que Ambrose conseguisse realizar o pinfall com sucesso sobre Orton. Após a luta, Randy e Sheamus discutiram com Big Show no ringue, com o último aplicando um W.M.D. em Sheamus e logo depois em Randy.
No segundo combate da noite, Mark Henry enfrentou Ryback. A luta começou com os dois tentando mostrar quem era o mais forte, até que Henry derrubou Ryback com um Clothesline. A luta se encerrou quando Ryback tentou aplicar um Shell Shocked, mas Henry segurou nas cordas, caindo por cima de Ryback, conseguindo o pinfall. Após o fim do combate, Henry tentou atacar Ryback com uma cadeira, mas conseguiu se safar aplicando com sucesso seu Shell Shocked.
Na terceira luta da noite, o Team Hell No (Kane e Daniel Bryan) defenderam o WWE Tag Team Championship contra Dolph Ziggler e Big E Langston, acompanhados de AJ Lee. No começo do combate, Ziggler chamou AJ Lee e lhe da um "beijo de boa sorte", (lembrando o fato ocorrido no WrestleMania XXVIII, quando Bryan perdeu o World Heavyweight Championship para Sheamus em 18 segundos, após um beijo de "boa sorte" de AJ Lee) com Bryan aplicando um High Kick e fazendo a cobertura, mas Ziggler conseguiu escapar. A luta se encerrou quando Kane aplicou um Chokeslam em Ziggler, seguido de um Diving Headbutt de Bryan, realizando o pinfall com sucesso.
Na luta seguinte, Fandango enfrentava Chris Jericho em sua estreia no ringue. A luta começou com Fandango a dançar, com Jericho aproveitando para ataca-lo. Em dado momento da luta, Fandango aplicou um Diving leg drop em Jericho, fazendo a contagem, com Jericho conseguindo escapar. A luta se encerrou quando Jericho tentou aplicar um Superplex, mas Fandango reverteu e tentou outro Diving leg drop, mas Jericho escapou e quando iria aplicar o Walls of Jericho, Fandango reverteu em um roll up, fazendo o pinfall com sucesso.
Após a luta, Diddy-Dirty Money cantou a música tema do WrestleMania 29, "Coming Home".

### Lutas principais
Na quinta luta da noite, Alberto Del Rio, acompanhado de seu anunciador de ringue Ricardo Rodriguez, defendia o World Heavyweight Championship contra Jack Swagger. Del Rio começou com muita raiva para vingar Ricardo de Swagger. Após uma interferência de Zeb Colter, Swagger virou o jogo e começou a dominar a luta, mas Del Rio conseguiu aplicar um Cross Arm Breaker, de modo que Swagger reverteu a manobra em um Patriot Act, mas Del Rio conseguiu chegar nas cordas. A luta acabou quando Colter atacou Ricardo e Del Rio foi o salvar, com Swagger o atacando pelas costas e o levando para o ringue, mas Del Rio conseguiu aplicar outro Cross ArmBreaker, fazendo com que Swagger desistisse.

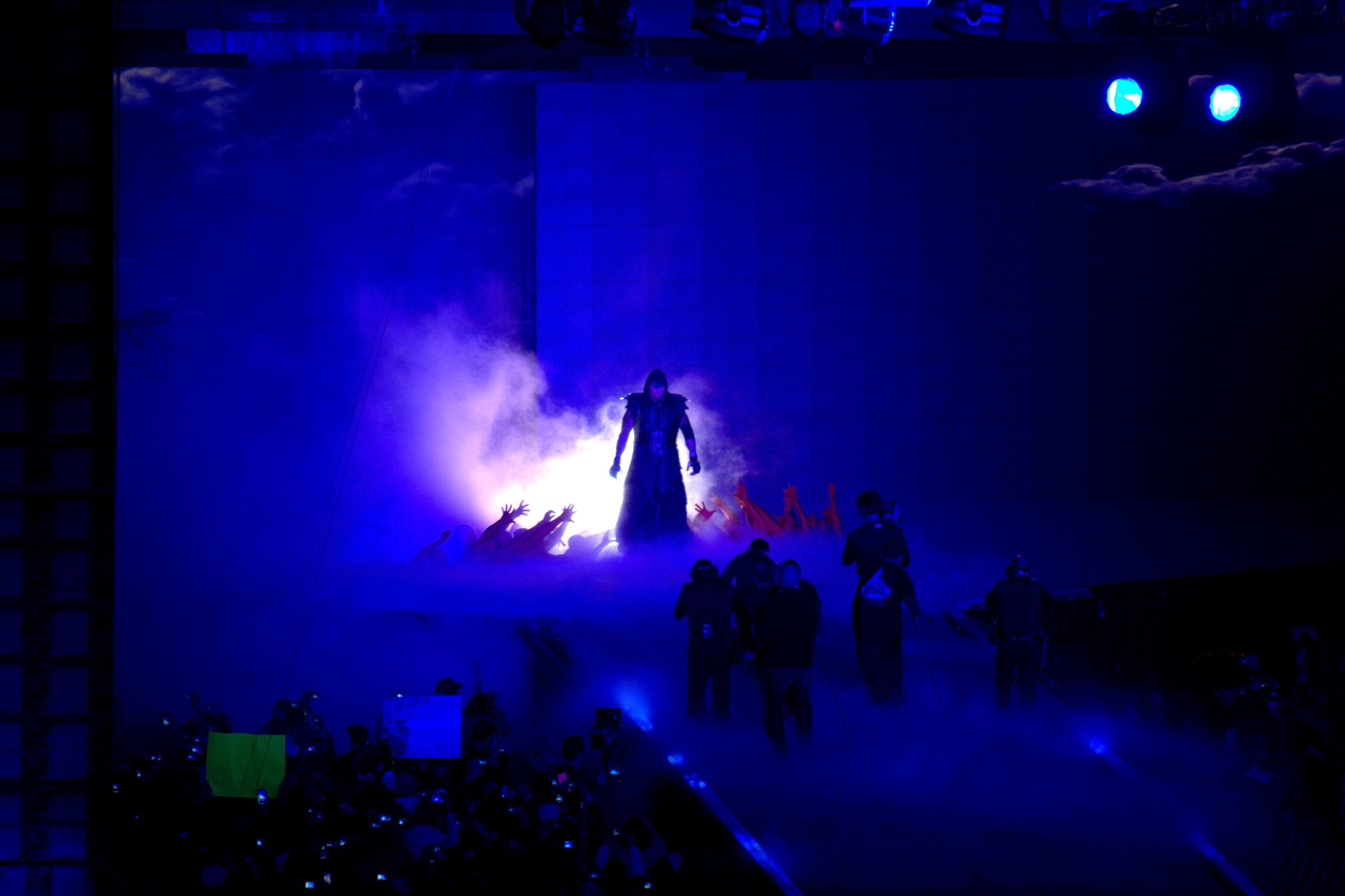
The Undertaker fazendo sua entrada no WrestleMania 29.

Na sexta luta da noite, The Undertaker enfrentou CM Punk, acompanhado de Paul Heyman, para defender sua invencibilidade em WrestleManias. A luta começou com CM Punk tentando fazer The Undertaker se desqualificar, inclusive dando um tapa na cara de Taker, que após o fato começou a dominar a luta, chegando a aplicar o movimento Old School, que pertence a Undertaker. Em dado momento, Taker iria aplicar um Chokeslam em Heyman, mas Punk apareceu e o atacou por trás. Undertaker então o surpreende e aplica um Chokeslam, mas Punk conseguiu se safar. Em outro momento, Undertaker tentou aplicar o Last Ride na mesa de comentaristas, mas Punk reverteu e aplicou um Diving Elbow Drop enquanto Undertaker estava na mesa, mas ela acabou por não se quebrar. Ainda em outro ponto da luta, Undertaker aplica o Hell’s Gate, com Punk conseguindo reverter em um Anaconda Vice, com Undertaker revertendo e tentando aplicar outro Chokeslam, mas Punk se esquiva e aplica o Go to Sleep em Undertaker, que vai as cordas sem cair e volta aplicando o Tombstone Piledriver, mas Punk consegue me safar. Punk então acerta o árbitro e aplica um Running Knee em Undertaker, que segura e tenta aplicar um Last Ride mas Punk pega a urna de Paul Bearer (que morrera algumas semanas antes do WrestleMania 29), que estava em posse de Heyman, atacando Taker, tentando o pinfall, mas Undertaker conseguiu sobreviver. No fim do combate, Undertaker reverteu um Go to Sleep em outro Tombstone Piledriver, conseguindo a vitória, que aumentou seu recorde para 21-0. Após o fim do combate, Undertaker se retirou em posse da urna de seu falecido gerente.

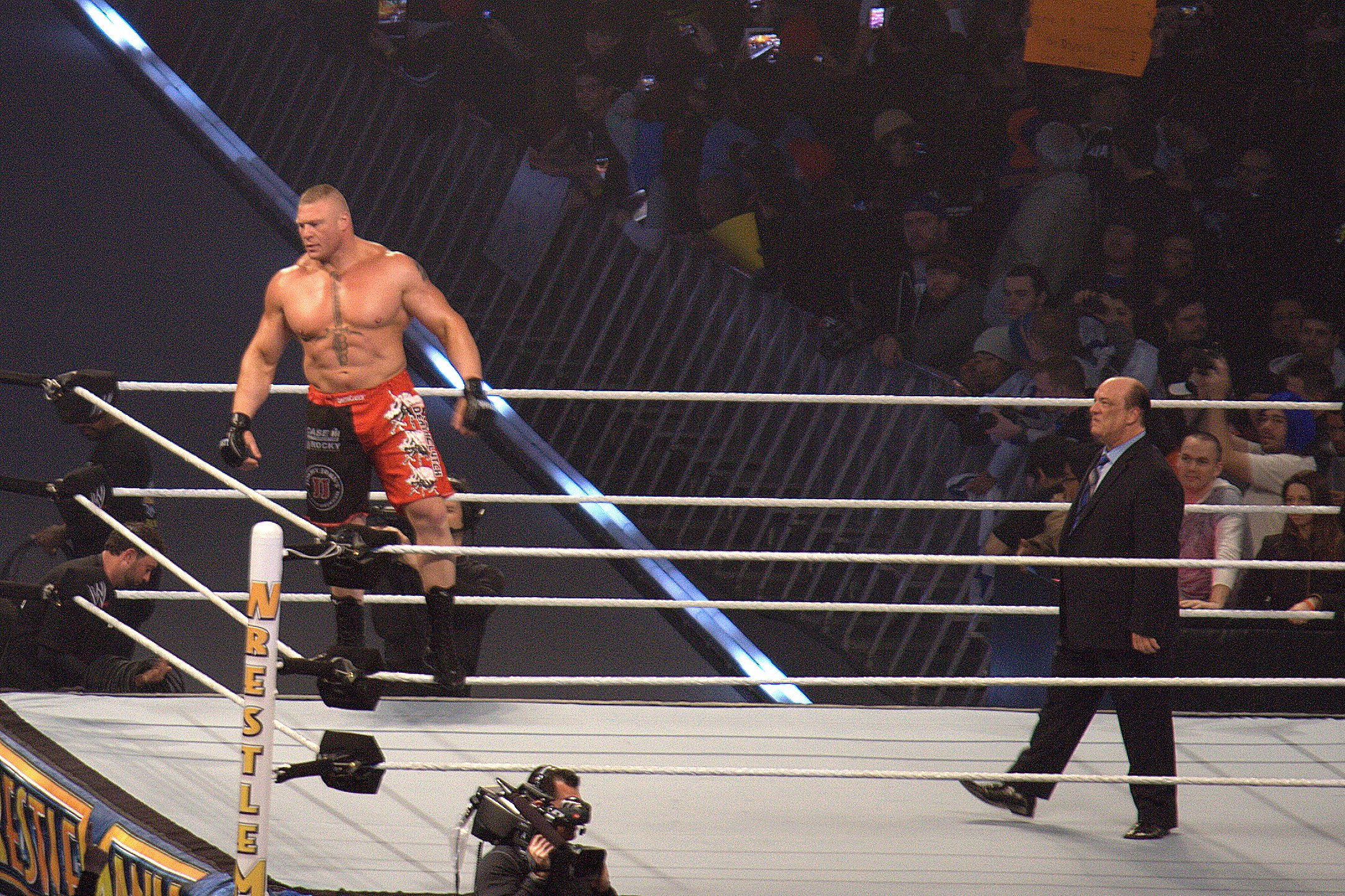
Brock Lesnar, acompanhado de Paul Heyman antes de sua luta.

Na penúltima luta da noite, Triple H, acompanhado de seu amigo Shawn Michaels, colocava sua carreira em jogo em uma luta No Holds Barred contra Brock Lesnar, também acompanhado por Paul Heyman. A luta começou muito igual, com Triple H não deixando Lesnar o atacar com um cadeira e começou a dominar na luta. Em certo ponto do combate, Lesnar reverteu um movimento de Triple H e conseguiu o controle, aplicando um Suplex em HHH em direção a mesa dos comentaristas, que faz com que ela quebrasse, aplicando outro Suplex em direção a mesma mesa quebrada. Shawn Michaels então entrou no ringue e tentou aplicar um Sweet Chin Music em Lesnar, mas este o parou revertendo o movimento em um F-5. Triple H retornou ao ringue aplicando um Pedigree em Lesnar, que conseguiu sobreviver a contagem. Logo em seguida, Triple H tentou acertar Lesnar com uma marreta, mas ele reverteu em um F-5, com Triple H se safando da contagem de 3. A luta acabou quando Triple H atacou o braço de Lesnar com uma cadeira e então aplicou o Kimura Lock - submissão usada por Lesnar -; Heyman entrou no ringue para ajudar mas Shawn Michaels aplicou um Sweet Chin Music; após Lesnar se soltar, Triple H prendeu Brock em um segundo Kimura Lock, novamente sem sucesso. Então, ele atacou Lesnar com uma marreta seguido de um Pedigree em cima dos degraus de aço no meio do ringue, conseguindo o pinfall.

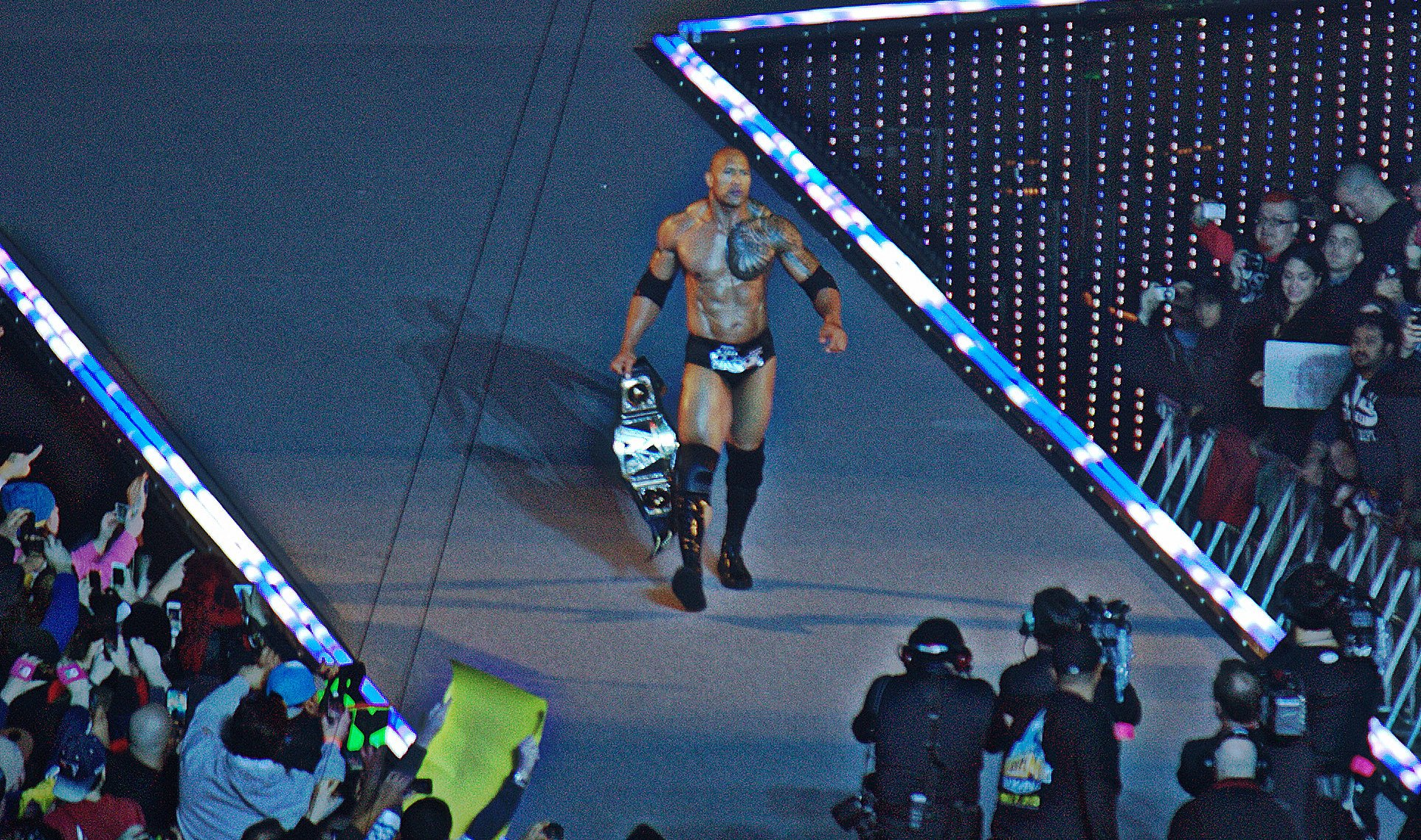
The Rock fazendo sua entrada no WrestleMania 29.

No evento principal da noite, The Rock defendia o WWE Championship contra o vencedor da luta Royal Rumble de 2013, John Cena. A luta começou muito equilibrada, com Cena sendo vaiado por parte da plateia. Durante todo o combate, ambos os lutadores tentaram aplicar finalização característicos – Rock Bottom e Attitude Adjustment - , mas não conseguiram encerrar o combate. Eles também aplicaram seus movimentos de submissão característicos – STF e Sharpshooter, também sem sucesso. Cena então aplicou um Rock Bottom em The Rock, mas The Rock conseguiu sobreviver ao pinfall. A luta acabou quando The Rock aplicou um DDT em Cena, esperando para aplicar outro Rock Bottom, mas Cena reverteu o movimento e aplicou um Attitude Adjustment, fazendo o pinfall com sucesso, ganhando o WWE Championship pela décima primeira vez na carreira. Após o final da luta, Cena abraçou The Rock no centro do ringue. Este então, beija a sua família que estava na plateia e ergue o braço de John Cena, sinalizando o respeito entre os dois.

## Após o evento
Muitos eventos ocorreram entre os lutadores no episódio do Raw após o WrestleMania 29.
The Rock sofreu uma lesão durante a sua luta, deixando-o desconhecido quando ele iria invocar a sua cláusula de revanche pelo WWE Championship. No Raw, John Cena não pôs seu campeonato em jogo contra ninguém. Mark Henry respondeu a um desafio de Cena, que se transformou em uma luta, onde se vencesse iria ganhar uma chance pelo título. Cena venceu por contagem, e depois foi agredido por Henry, que içou o cinturão de campeão. Ryback então veio, aparentemente para salvar Cena - fazendo Henry se retirar e ajudando Cena - mas depois também passou a atacar Cena e segurou o cinturão. No Extreme Rules, o combate entre John Cena e Ryback acabou sem vencedor, como resultado Cena manteve o WWE Championship.
Na noite seguinte, Wade Barrett invocou sua cláusula de revanche contra The Miz e o derrotou, recuperando o Intercontinental Championship.
Alberto Del Rio e Jack Swagger decidiram em mais um luta para acabar com seus problemas pessoais, mas se transformou em uma luta 2-contra-1 com Del Rio enfrentando tanto Swagger quanto Zeb Colter. Del Rio venceu, mas sofreu uma lesão no joelho. Dolph Ziggler tomou isso como uma oportunidade para descontar seu contrato do Money in the Bank, e derrotou Del Rio para se tornar o novo campeão Mundial dos Pesos-Pesados.
No Extreme Rules, Brock Lesnar derrotou Triple H em uma luta em uma jaula de aço.
A próxima aparição de CM Punk aconteceria apenas no Payback, quando ele derrotou Chris Jericho.

## Recepção
Matt Kodner do The A.V. Club deu ao show uma nota B. Ele geralmente criticou o evento como "muito do mesmo, com apenas um senso de diversão para as lutas". Ele afirmou que o principal evento entre John Cena e The Rock era "muito similar, e a luta nunca apareceu". Ele nomeou a luta entre The Undertaker e CM Punk como a "luta da noite". "Embora ele veio quase uma hora antes que a noite terminasse, a luta foi o clímax claro, e o único verdadeiro triunfo da WrestleMania XXIX", disse. Ele também elogiou a entrada discreta de Fandango, mas criticou os problemas técnicos na transmissão ao vivo que fez com que muitos que assistiam o show através WWE.com perderam a luta de abertura.
Rob McNichol, do tabloide britânico The Sun deu ao WrestleMania 29 uma nota 6 de 10, chamando a luta entre CM Punk e The Undertaker de luta da noite, por uma larga margem e dizendo que era "uma master class no tempo, emoção e expressão". Ele criticou The Rock para lutar para manter o ritmo com tempo integral como o lutador da WWE John Cena e disse que a luta era semelhante ao combate no WrestleMania XXVIII. Ele chamou o evento de "um show sem qualquer centelha de verdade".

## Resultados
| Nº                                          | Resultados                                                                                       | Estipulações                                                       | Tempo |
| ------------------------------------------- | ------------------------------------------------------------------------------------------------ | ------------------------------------------------------------------ | ----- |
| Pré- show                                   | The Miz derrotou Wade Barrett (c) por submissão                                                  | Luta individual pelo Intercontinental Championship                 | 4:06  |
| 1                                           | The Shield (Dean Ambrose, Seth Rollins e Roman Reigns) derrotou Randy Orton, Sheamus e Big Show  | Luta de trios                                                      | 10:35 |
| 2                                           | Mark Henry derrotou Ryback                                                                       | Luta individual                                                    | 8:03  |
| 3                                           | Team Hell No (Kane e Daniel Bryan) (c) derrotou Dolph Ziggler e Big E Langston (com AJ Lee)      | Luta de duplas pelo WWE Tag Team Championship                      | 7:19  |
| 4                                           | Fandango derrotou Chris Jericho                                                                  | Luta individual                                                    | 9:32  |
| 5                                           | Alberto Del Rio (c) (com Ricardo Rodriguez) derrotou Jack Swagger (com Zeb Colter) por submissão | Luta individual pelo World Heavyweight Championship                | 10:30 |
| 6                                           | The Undertaker derrotou CM Punk (com Paul Heyman)                                                | Luta individual                                                    | 22:07 |
| 7                                           | Triple H (com Shawn Michaels) derrotou Brock Lesnar (com Paul Heyman)                            | Luta No Holds Barred; se Triple H perdesse, teria que se aposentar | 23:58 |
| 8                                           | John Cena derrotou The Rock (c)                                                                  | Luta individual pelo WWE Championship                              | 23:59 |
| (c) – Refere-se aos campeões antes da luta. |                                                                                                  |                                                                    |       |